# きたまえ↑ 札幌☆マンガ・アニメフェスティバル
きたまえ↑ 札幌☆マンガ・アニメフェスティバル（きたまえ さっぽろマンガ・アニメフェスティバル）は、北海道札幌市にて2012年より開催されていたマンガ・アニメイベント。

## 概要
時代の変遷とともに「サブカルチャー」から「メインカルチャー」へと一躍躍り出ようとしているマンガ・アニメ文化の最先端を北海道から全国、世界へ発信するとともに、その土壌を耕し育んでいくために発足した日本初の大型マンガ・アニメフェスティバル。アニメソングライブを中心に、様々なオタクコンテンツイベントを複合展開している。イベントのキャッチコピーは『札幌が、新世代のカルチャー最前線。北海道・全国のオタクたちよ、札幌へ「きたまえ↑」』
札幌芸術の森を会場として2012年12月にプレイベントを開催し、2013年8月31日・9月1日に第1回の本格開催を行った。
2014年は、T×T GARAGEの特別協賛の元「T×T GARAGE presents きたまえ↑札幌☆マンガ・アニメフェスティバル」の正式名称で開催。
2016年は3月23日にこれまで行われた芸術の森での開催見送りと2つの関連イベントのみの開催予定、3月末でのイベント公式サイトの公開終了が発表された。過去3回の開催が赤字だったため2015年開催で今後の存廃を判断するとし2015年は赤字を100万円程に縮減したものの、札幌芸術の森30周年事業に伴う夏場のイベント集中による人手不足を懸念し休止の判断を行い、今後も「きたまえ」を冠したイベントを続行させ芸術の森のPRを続ける方針とし、2016年度以降は札幌芸術の森でのコスプレイベントと大通公園でのSAPPORO CITY JAZZの一環としてアニメソング歌手によるジャズコンサートが開催されていたが2018年以降は設定されていない。

## 2012年
- 日時：2012年12月23日
- 会場：札幌芸術の森アートホール
  - アリーナ：DJフリータイム/ニコ動系パフォーマンスタイム/スペシャルライブ
  - 大練習室：同人即売会/企業出展/物販
- 主催：札幌☆マンガ・アニメフェスティバル実行委員会(財団法人札幌市芸術文化財団/札幌テレビ放送)
- 企画制作：有限会社ガイアデザイン/合同会社創縁
- 協力：STVラジオ
- コーディネーション：MMFGroup
- キャッチフレーズ：札幌が、新世代のカルチャー最前線 北海道・全国のオタクたちよ、札幌へ「きたまえ↑」
- 来場者数:732人[5]

## 2013年
- 日時：2013年8月31日、9月1日
- 会場：札幌芸術の森
  - 野外ステージ：ANI-SON LIVE
  - アートホールアリーナ：DJ DANCE FLOOR
  - アートホール中練習室：「藤井孝太郎のログイン!よる☆PA」きたまえ↑スペシャル(8月31日)/イラストワークショップ(9月1日)
  - P2駐車場：痛車展覧会
  - 屋外美術館：きたまえCos×ミュージアム(コスプレイベント)
- 主催：札幌☆マンガ・アニメフェスティバル実行委員会(公益財団法人札幌市芸術文化財団/札幌テレビ放送/エフエム北海道)
- 後援：北海道、札幌市
- 企画協力：AIR-G' WORKS
- 協力：STVラジオ、ハリーマルチプリント、北菓楼
- 協賛：サークルKサンクス、T×T GARAGE、映画「エンダーのゲーム」、ハートビット
- キャッチフレーズ：札幌が、新世代のカルチャー最前線。北海道・全国のオタクたちよ、札幌へ「きたまえ↑」
- 来場者数：8,271人（延べ人数）[6]

## 2014年
- 日時：2014年9月13日 - 9月15日
- 会場：札幌芸術の森
  - 野外ステージ：アニソン野外ライブ「アニフォレ」（14・15日）/「DJ CLUB NIGHT」（13日）
  - 野外美術館：COS×ミュージアム（14・15日）
  - P2駐車場：痛車の森（14・15日）
  - P3駐車場：飲食スペース/エヴァンゲリオンレーシング展示/北海道ミルクブース/T×T GARAGE×魔法少女まどか☆マギカ ラッピング痛車 ランボルギーニ・ガヤルド展示/きたまえ↑グッズ・アーティストグッズ物販（14・15日）
  - アートホールアリーナ：藤井孝太郎のログイン!よる☆PA Guest 佐藤聡美(13日13時)/アニメーション制作ワークショップ『楽園追放 -Expelled from Paradise-』（13日15時）/グラフィニカセミナー（13日16時）/エキシビション（14・15日）
  - アートホールロビー：北海道民放ラジオ4局合同企画<きたまえ↑サミット>ブース/きたまえ↑グッズ物販/コスプレ受付（14・15日）
- 主催：札幌マンガ・アニメフェスティバル実行委員会(札幌市芸術文化財団（札幌芸術の森）/札幌テレビ放送/北海道新聞社)
- 共催：STVラジオ、AIR-G'エフエム北海道
- 特別協力：HBCラジオ、FMノースウェーブ
- 製作協力：ハンドクラップ
- 企画協力：あめいず村、ファクトリーレコーズ、オフィスエム・ツー、クリエイティブオフィスキュー
- 後援：北海道、北海道教育委員会、札幌市、札幌市教育委員会
- 特別協賛：T×T GARAGE
- 協賛：ローソンHMVエンタテイメント、ポッカサッポロ北海道、ランドウェル（CHUMS）
- 助成：北海道石狩振興局（地域づくり総合交付金）
- キャッチフレーズ：今年のテーマは「歌う！踊る！叫ぶ！」さあみんな！札幌へ「きたまえ↑」
- 来場者数
  - 主催者発表：約16,700人[10]
  - 延べ人数：18,146人[11]

## 2015年
- 日時：2015年9月12日 - 9月13日
- 会場：札幌芸術の森
  - 野外ステージ：アニソン野外ライブ「アニフォレ」
  - 野外ステージ後方：飲食ブース、アーティストグッズ・きたまえグッズ物販ブース
  - P2駐車場：痛車の森
  - 野外美術館：COS×ミュージアム
  - アートホールロビー：赤い羽根まんが祭りinきたまえ（12日 ヒューマンアカデミー札幌校チャリティ似顔絵コーナー・オリジナルグッズコーナー・賛同漫画家色紙パネル展）、アーティストグッズ・きたまえグッズ物販
  - アートホールアリーナ：赤い羽根まんが祭りinきたまえ（12日 トークショー、イラストライブ、チャリティサイン会）、きたまえ×JOYSOUNDカラオケ大会 決勝大会「アニソン・カラオケ天下統一バトル」（13日）
  - アートホール大練習場：COS×ミュージアム室内撮影スポット
- 主催：札幌マンガ・アニメフェスティバル実行委員会(札幌芸術の森(札幌市芸術文化財団)/札幌テレビ放送/赤い羽根まんが祭り実行委員会)、北海道新聞社
- 協賛：ぴあ
- 製作協力：オフィスエム・ツー
- 企画協力：あめいず村実行委員会
- 特別協力：STVラジオ
- 後援：さっされん（元気ショップ）、北海道、札幌市
- キャッチフレーズ：今年のテーマは「ジャンプ！」さあみんな！札幌へ「きたまえ↑」
- 来場者数：6,266人（延べ人数）[26]

### 出演者
アニソン野外ライブ「アニフォレ」
- 司会：藤井孝太郎（STVアナウンサー）・前田幸（AIR-G'パーソナリティ）

9月12・13日両日
- DJ和（開演前のアニソンミックスも担当）

9月12日
- 藍井エイル
- angela
- カスタマイZ（HAMAを除く）
- GARNiDELiA
- きただにひろし
- 田所あずさ
- 水木一郎

9月13日
- オープニングアクト：みみめめMIMI
- 綾野ましろ
- Kalafina
- 北乃カムイ starring Shiho
- 串田アキラ
- KOTOKO
- 小松未可子
- SCREEN mode
- 7!!

赤い羽根まんが祭りinきたまえ
漫画家ゲスト
- いがらしゆみこ
- 田島ハル

歌手ゲスト
- まりのんっ
- 尼子佑佳
- TOKUNARI

きたまえ×JOYSOUNDカラオケ大会 決勝大会「アニソン・カラオケ天下統一バトル」
- 司会：藤井孝太郎
- きたまえ×JOYSOUNDキャンペーン累計最高得点獲得者43名
  - 優勝者は15日15:25頃に野外ステージで歌唱。

### アニフォレ セットリスト
9月12日
1. AURORA / (機動戦士ガンダムAGE 第4部・三世代編ED)
2. シンシアの光 / 藍井エイル(ソードアート・オンライン ロスト・ソング OP)
3. KASUMI / 藍井エイル(フットンダ 2014年1月度ED、ミュージックドラゴン パワープレイ曲)
4. GENESIS / 藍井エイル(アルドノア・ゼロ 第2期ED)
5. ラピスラズリ / 藍井エイル(アルスラーン戦記 前期ED)
6. IGNITE / 藍井エイル(ソードアート・オンラインII ファントム・バレット編 OP)
7. 鎮魂歌 -レクイエム- / カスタマイZ(シドニアの騎士 第九惑星戦役 ED)
8. 一筋の光明（ひかり） / カスタマイZ(シドニアの騎士 第九惑星戦役 先行上映版ED)
9. カスタマイZのテーマ / カスタマイZ
10. READY!! / カスタマイZ(THE IDOLM@STER 前期OPカバー)
11. ハレ晴レユカイ / カスタマイZ(涼宮ハルヒの憂鬱 第1期OPカバー)
12. 君との約束を数えよう / 田所あずさ
13. ダイヤモンドハッピー / 田所あずさ(アイカツ! 第2期OPカバー)
14. Straight Forward / 田所あずさ
15. アニメソングDJミックス / DJ和
16. ウィーゴー! / きただにひろし(ONE PIECE 第15期OP)
17. 魔弾戦記リュウケンドー / きただにひろし(魔弾戦記リュウケンドー OP)
18. Revolution / きただにひろし(仮面ライダー龍騎 挿入歌)
19. Divine Love / きただにひろし(セイント・ビースト 〜光陰叙事詩天使譚〜 OP)
20. Endless Dream / きただにひろし(遊☆戯☆王デュエルモンスターズGX 第4期OP)
21. ウィーアー! / きただにひろし(ONE PIECE 第1期OP)
22. マジンガーZ / 水木一郎(マジンガーZ OP)
23. おれはグレートマジンガー / 水木一郎(グレートマジンガー OP)
24. ロボットソングメドレー / 水木一郎
  1. 鋼鉄ジーグのうた(鋼鉄ジーグ OP)
  2. 行くぞ!ゴーダム(ゴワッパー5 ゴーダム OP)
  3. コン・バトラーVのテーマ(超電磁ロボ コン・バトラーV OP)
25. カースポーツメドレー / 水木一郎
  1. ダッシュ!マシンハヤブサ(マシンハヤブサ OP)
  2. グランプリの鷹(アローエンブレム グランプリの鷹 OP)
26. 宙明節メドレー / 水木一郎
  1. オー!!大鉄人ワンセブン(大鉄人17 OP)
  2. 勝利だ!アクマイザー3(アクマイザー3 OP)
  3. 時空戦士スピルバン(時空戦士スピルバン OP)
27. まほろばの群青 / 水木一郎(シージェッター海斗 イメージソング)
28. 熱風!疾風!サイバスター / 水木一郎×きただにひろし【コラボレーション】(スーパーロボット大戦ORIGINAL GENERATION THE ANIMATION 挿入歌)
29. ARiA / GARNiDELiA(リスアニ!TV 4th season OP)
30. grilletto / GARNiDELiA(魔法科高校の劣等生 後期OP)
31. 人魚姫 / GARNiDELiA
32. PiNK CAT / GARNiDELiA
33. オオカミ少女 / GARNiDELiA
34. BLAZING / GARNiDELiA(ガンダム Gのレコンギスタ 前期OP)
35. Shangri-La / angela(蒼穹のファフナー OP)
36. 蒼い春 / angela(生徒会役員共 OP)
37. その時、蒼穹へ / angela(蒼穹のファフナー EXODUS 第9話挿入歌)
38. イグジスト / angela(蒼穹のファフナー EXODUS OP)
39. 騎士行進曲 / angela(シドニアの騎士 第九惑星戦役 OP)
40. シドニア / angela(シドニアの騎士 OP)
  - -アンコール-
41. 残酷な天使のテーゼ(新世紀エヴァンゲリオン OPカバー)/ angela
  - エンディング(GARNiDELiA、きただにひろし、DJ和、カスタマイZ、angela、司会藤井・前田が登壇)

9月13日
オープニングアクト
1. CANDY MAGIC / みみめめMIMI(山田くんと7人の魔女 OP)
2. 瞬間リアリティ / みみめめMIMI(白魔女学園 劇場版OP)
3. サヨナラ嘘ツキ / みみめめMIMI(ブレイドアンドソウル OP)

本編
1. 愛の言葉 / 7!!(夏サカス2011 笑顔の扉 テーマ曲)
2. スウィート・ドライヴ / 7!!(FMQリーグ 2012年度パワープレイ曲)
3. オレンジ / 7!!(四月は君の嘘 ED)
4. さよならメモリー / 7!!(NARUTO -ナルト- 疾風伝 第24期ED)
5. 弱虫さん / 7!!(映画「今日、恋をはじめます」挿入歌)
6. ラヴァーズ / 7!!(NARUTO -ナルト- 疾風伝 第4期OP)
7. Black Holy / 小松未可子(モーレツ宇宙海賊 第9・12・16話ED)
8. Infinity Sky / 小松未可子
9. Trouble shooting / 小松未可子(青春×機関銃 第8話挿入歌)
10. 群青サバイバル  / 小松未可子(青春×機関銃 ED)
11. ideal white / 綾野ましろ(Fate/stay night [Unlimited Blade Works] 1stシーズンOP)
12. infinity beyond / 綾野ましろ(ガンスリンガー ストラトス リローデッド 主題歌)
13. vanilla sky / 綾野ましろ(ガンスリンガー ストラトス OP)
14. Come Here! / 北乃カムイ starring shiho(北乃カムイのもにょもにょラジオ!（適当） ED)
15. せーの! で『おは羊蹄山』 / 北乃カムイ starring shiho(北乃カムイのもにょもにょラジオ!（適当） OP)
16. アニメソングDJミックス / DJ和
17. キン肉マン旋風 / 串田アキラ(キン肉マン 第3期OP)
18. 炎のキン肉マン / 串田アキラ(キン肉マン 第2期OP)
19. ガツガツ!! / 串田アキラ(トリコ 前期OP)
20. 豪食マイウェイ!! / 串田アキラ(トリコ 後期OP)
21. 疾風ザブングル / 串田アキラ(戦闘メカ ザブングル OP)
22. ジライヤ / 串田アキラ(世界忍者戦ジライヤ OP)
23. 機動刑事ジバン / 串田アキラ(機動刑事ジバン OP)
24. 太陽戦隊サンバルカン / 串田アキラ(太陽戦隊サンバルカン OP)
25. We are the ONE 〜僕らはひとつ〜 / 串田アキラ(爆竜戦隊アバレンジャー ED)
26. 宇宙刑事 NEXT GENERATION / 串田アキラ(宇宙刑事 NEXT GENERATION テーマソング)
27. 宇宙刑事ギャバン / 串田アキラ(宇宙刑事ギャバン OP)
28. 宇宙刑事シャリバン / 串田アキラ(宇宙刑事シャリバン OP)
29. 宇宙刑事シャイダー / 串田アキラ(宇宙刑事シャイダー OP)
30. キン肉マンGo Fight! / 串田アキラ(キン肉マン 第1期OP)
31. LΦVEST / SCREEN mode(LOVE STAGE!! OP)
32. アンビバレンス / SCREEN mode(黒子のバスケ 第3期帝光編ED)
33. 月光STORY / SCREEN mode(ぎんぎつね ED)
34. 極限Dreamer / SCREEN mode(夜ノヤッターマン OP)
35. アメイジング ザ ワールド / SCREEN mode(ガンダムビルドファイターズトライ 前期ED)
36. Shooting Star / KOTOKO(おねがい☆ティーチャー OP)
37. TOUGH INTENTION / KOTOKO(白銀の意思 アルジェヴォルン 前期OP)
38. ZONE it / KOTOKO(白銀の意思 アルジェヴォルン 後期OP)
39. ハヤテのごとく! / KOTOKO(ハヤテのごとく! 前期OP)
40. Light My Fire / KOTOKO(灼眼のシャナIII -Final- 前期OP)
41. →unfinished→ / KOTOKO(アクセル・ワールド 前期ED)
42. believe / Kalafina(Fate/stay night [Unlimited Blade Works] 1stシーズンED)
43. 君の銀の庭 / Kalafina(劇場版 魔法少女まどか☆マギカ[新編] 叛逆の物語 ED)
44. 満天 / Kalafina(Fate/Zero 2ndシーズン第18・19話ED)
45. to the beginning / Kalafina(Fate/Zero 2ndシーズンOP)
46. One Light / Kalafina(アルスラーン戦記 後期ED)
47. 音楽 / Kalafina
48. far on the water / Kalafina(歴史秘話ヒストリア 第3期ED)
  - エンディング(Kalafinaとバックバンド、司会藤井・前田が登壇)

### その他
- JTBコーポレートセールスの企画・実施で東京発着2泊3日のオフィシャルアクセスツアーを実施。ツアー特典として指定席ライブチケット、バックステージ見学、オフィシャルグッズ配布、Cos×ミュージアムへの参加、アニソンカラオケ大会特別審査員参加が行われる[29]。
- 2015年7月10日から8月24日までカラオケ歌屋・スリラーカラオケ・監獄カラオケ、キャッツアイの北海道内カラオケ店舗、カラオケマッシュ においてJOYSOUNDで「きたまえ×JOYSOUND コラボキャンペーン」を実施。分析採点・分析採点Ⅱ・分析採点Ⅲ・分析採点マスターいずれかの分析採点機能を用いてきたまえ出演アーティストの楽曲を歌唱した参加者を対象に、累計得点の上位者が9月13日に開かれるきたまえJOYSOUNDブースでの決勝大会に進出し、優勝者は野外ステージでの歌唱の権利が与えられる[30]。
- 8月29日に誤嚥性肺炎で「Animelo Summer Live 2015 -THE GATE-」の出演を見合わせ休養していた藍井エイルが、9月12日の野外アニソンライブ「アニフォレ」ステージにてライブ活動を再開[31][32]。

## 関連イベント
2013年
- きたまえ↑presents I've トーク＆ミニライブ(8月10日)
  - 2013年7月16日 - 8月16日実施の新千歳空港アニメフェア2013の一環として、新千歳空港国内線ターミナル2階センタープラザ特設ステージにてI'veアーティストのLarval Stage PlanningとIKUをゲストにトーク・ミニライブを実施[33]。
- きたまえ↑Cos×ミュージアム2(11月9日)
  - 2013年8/31・9/1の本イベント時の「Cos×ミュージアム」でコスプレ開放された野外美術館に加え、音楽関連コスプレに対応可能な野外ステージを開放して札幌芸術の森で実施されたコスプレイベント[34]。

2014年
- きたまえ↑inTAKIKAWA(8月9日)
  - 滝川市中心部の銀座商店街全体を会場に開催の、滝川銀座商店街振興組合主催・きたまえ実行委員会製作によるエキシビションイベント。アニソンライブ、商店街各所でのコスプレ撮影開放、陸上自衛隊滝川駐屯地協力による特殊車両展示撮影、B級グルメ販売、アニメグッズ販売、ゆるキャラ・ジンギスカンのジンくん クイズ大会、「藤井孝太郎のログイン!よる☆PA」ステージ、カードゲーム大会、出張メイドカフェ、謎ときラリーを実施[35][36]。司会進行役に前田幸、よる☆PAステージ司会に藤井孝太郎、ゲスト歌手に ASUKA、Yun*chi、LOVE∞POINTが出演。
- きたまえ↑RADIO 公開録音(8月9日)
  - 2013年7月26日 - 8月10日・17日開催の新千歳空港アニメフェア2014の一環として、新千歳空港国内線ターミナル2階センタープラザ特設ステージにて川田まみをゲストにラジオ公開録音を実施。
- 「きたまえ↑」SPECIAL PROGRAM -FRIDAY PARTY-(9月5日)
  - さっぽろテレビ塔1階テラスにて開催のエキシビションイベント。川田まみ、D-YAMAをゲストに迎えてのトークイベント「きたまえ↑FRIDAY TALK」と、D-YAMA・ヤマダレンによるDJイベント「DJ PARTY」の二部構成で行われた。

2015年
- きたまえ↑直前スペシャル!Cos×ミュージアム（8月9日）
  - 札幌芸術の森野外美術館、葉多知ロッジなどをコスプレ開放してのコスプレイベント。
- 赤い羽根まんが祭り2015 ～まんがで広がるたすけあいの輪～（8月30日）
  - 札幌マンガ・アニメ学院大通公園ホールにて開催の漫画イベント。北海道にゆかりのある漫画家らによる共同企画で赤い羽根共同募金を通じて北海道の福祉活動を応援する。2013年度より開始され2015年度はきたまえとの連動企画として実施。

2016年
- きたまえ↑Cos×ミュージアム 2016 SPRING（5月22日）
  - 札幌芸術の森野外美術館ほかで開催のコスプレイベント。野外美術館やアートホールに加え、芸術の森美術館や池周辺の初開放や乗馬撮影を初実施[37]。
- SAPPORO CITY JAZZ 10th ANNIVERSARY SPECIAL COLLABORATION「きたまえ↑ VS サッポロ・シティ・ジャズ」（7月24日）
  - SAPPORO CITY JAZZときたまえのコラボレーション企画として行われる大通公園西2丁目 SAPPORO MUSIC TENTで開催のコンサート。林原めぐみ、JiLL-Decoy associationが出演[38]。ライブの模様の一部は「林原めぐみ 1st LIVE -あなたに会いに来て-」BD・DVD特典映像の一部として収録された。

2017年
- きたまえ↑Cos×ミュージアム（5月28日）
  - 野外美術館、アートホール、芸術の森美術館のコスプレ開放や乗馬撮影を実施[39]。
- SCJ×きたまえ↑ 森口博子（7月11日）
  - SAPPORO CITY JAZZときたまえのコラボレーション企画として、森口博子をゲストに迎え行われる大通公園西2丁目 SAPPORO MUSIC TENTで開催のコンサート[40]。